# Dieter Roth (Boxer)
Dieter Roth (* 18. Februar 1983 in Blasendorf, Rumänien) ist ein deutscher Schwergewichtsboxer.

## Amateurkarriere
Dieter Roth gewann in seiner Amateurlaufbahn 45 von 56 Kämpfen. Er wurde dreimaliger Deutscher Juniorenmeister und gewann 2002 bei der Militärweltmeisterschaft in Dublin die Silbermedaille, er verlor dort im Final gegen den Russen Alexander Alexejew durch Abbruch in der zweiten Runde. Bei den Deutschen Meisterschaften 2002 wurde er aufgrund einer Punktniederlage im Finale hinter Steffen Kretschmann Zweiter.
Im Rahmen des Kampfes von Wladimir Klitschko gegen den Argentinier Fabio Moli am 30. August 2003 in München verlor Roth gegen Stefan Köber nach Punkten; dies war das erste Mal in Deutschland, dass innerhalb einer Profiboxveranstaltung Amateurboxer Kämpfe bestritten. Bei den Deutschen Meisterschaften 2003 verlor er im Halbfinale erneut gegen Stefan Köber, während er 2004 in der Vorschlussrunde gegen Alexander Powernow ausschied und somit jeweils Dritter wurde.

## Profikarriere
Dieter Roth wurde 2005 vom Hamburger Boxstall Spotlight Boxing, bei dem bereits sein älterer Bruder Egon Roth unter Vertrag stand, verpflichtet. Sein Trainer wurde Michael Timm, den ersten Profikampf bestritt er am 2. Juni 2005 gegen Stefan Kusnier und konnte seine ersten 19 Kämpfe alle gewinnen, bevor er am 5. Dezember 2008 im Kampf um die Deutsche Interims-Meisterschaft im Schwergewicht gegen Sebastian Köber durch K. o. in der zehnten Runde verlor.